# BRM P83
Chronologie des modèles (1966 - 1967)
BRM P261 BRM P115
La BRM P83 est une monoplace de Formule 1 conçue par Tony Rudd et construite par British Racing Motors afin de respecter le nouveau règlement moteur du championnat du monde de Formule 1 1966. Elle est propulsée par un inédit moteur avec cylindres en H, source de nombreux problèmes tout au long de sa carrière. Malgré leurs efforts, Graham Hill et Jackie Stewart ne purent permettre à BRM de prétendre au titre mondial. Archétype d'une ingénierie trop compliquée elle est considérée, au même titre que la BRM P15, comme un nouvel échec de la marque britannique.

## Genèse
Après avoir remporté les championnats du monde des pilotes et des constructeurs en 1962, BRM termine deuxième en 1963, frôlant la victoire en championnat en 1964 et réalisant une saison 1965 prometteuse avec la P261. 
En 1966, la réglementation de la Formule 1 fait passer les moteurs d'une cylindrée maximum de 1,5 litre atmosphérique à 3 litres atmosphérique ou 1,5 litre suralimenté. Cette modification intervient après  les plaintes selon lesquelles les moteurs utilisés de 1961 à 1965 n'étaient pas assez puissants pour la catégorie-reine du sport automobile. De nombreuses équipes recherchent un nouveau moteur tandis que BRM, qui construisait ses propres moteurs V8 très réussis, décide de se lancer dans la conception d'un nouveau type de moteur pour répondre à la nouvelle réglementation.

## Le moteur P75 H16

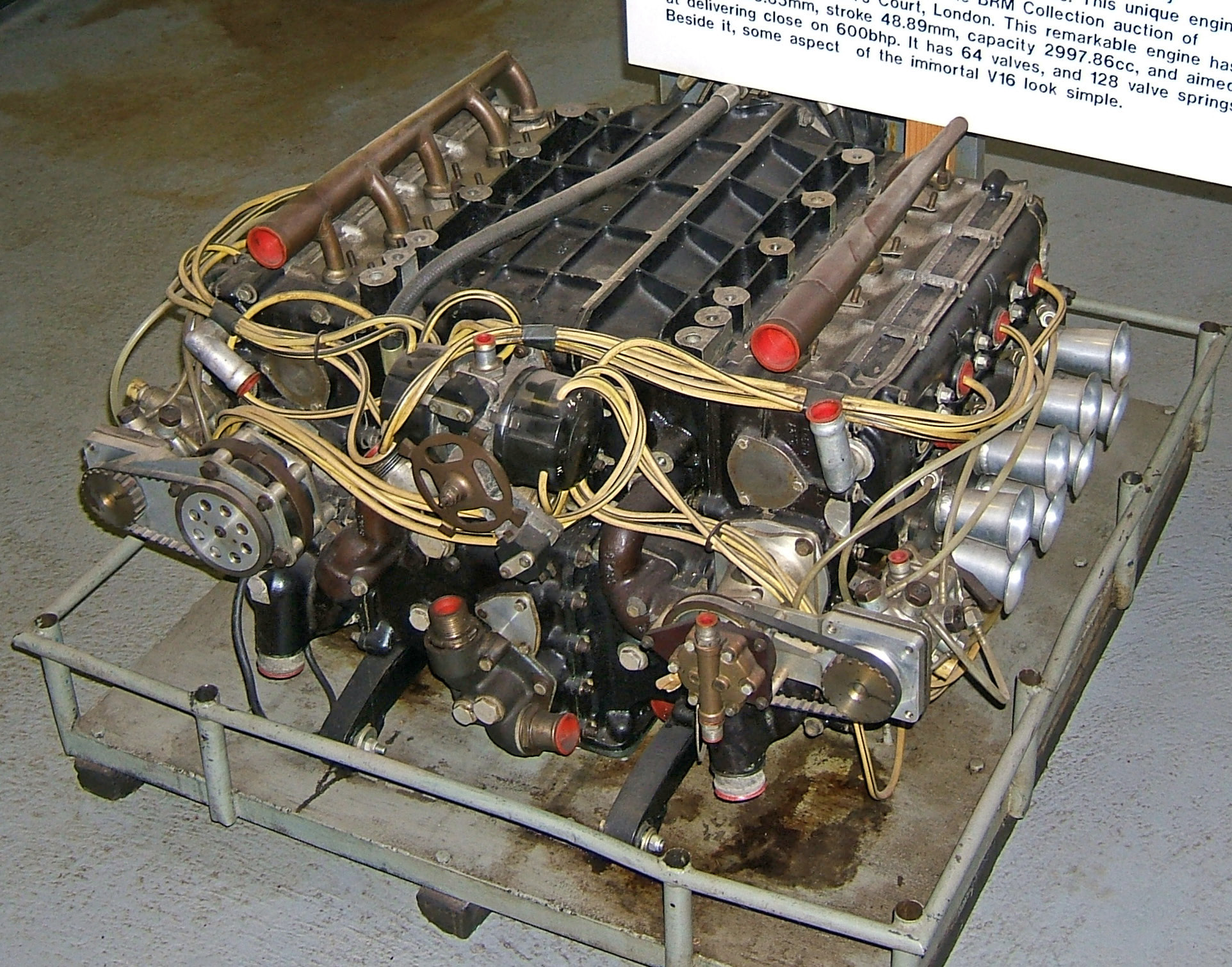
Le moteur BRM Type 75 H16

BRM décide de jumeler deux moteurs V8 1,5 litre 16 soupapes pour constituer un moteur H16 3 litres à 32 soupapes. Parallèlement, BRM développe un nouveau V12 3 litres 48 soupapes en partenariat avec Harry Weslake, ce qui lui donne la possibilité de choisir entre les deux groupes motopropulseurs. 
Après de longs débats, Alfred Owen décide de conserver le H16, Weslake rachetant alors la participation de BRM dans le développement du V12 pour produire le moteur qui motorisera l'Eagle T1G. Le développement du H16 est compliqué par l'implication de BRM dans deux autres modèles de V12 et une version 4,2 litres du H16 pour Lotus courant à Indianapolis.
Dès le début, le moteur connaît des problèmes de vibrations provenant du vilebrequin. Les masses d'équilibrage à fixation rapide attachées aux vilebrequins ont tendance à se détacher et partir dans le moteur, provoquant plusieurs pannes aux conséquences catastrophiques. Chaque côté du moteur reçoit son propre radiateur d'eau, son débitmètre de carburant, son distributeur et sa pompe à eau (ce qui alourdit l'ensemble) seul le radiateur d'huile étant commun. 
Cette complexité conduit à un énorme manque de fiabilité : le moteur, la transmission et les problèmes connexes du groupe motopropulseur causent vingt-sept des trente abandons en quarante participations. Jackie Stewart déclare à propos de ce moteur « qu'il était inutilement gros, consommait plus de carburant, embarquait plus d'huile et avait besoin de plus d'eau ce qui ajoutait du poids et diminuait l'agilité du véhicule ».
La version initiale du bloc, à 32 soupapes, développe 395 chevaux à 10 250 tr/min ; la version ultérieure, à 64 soupapes, voit sa puissance portée à la puissance à 420 chevaux à 10 500 tr/min. Bien que ces chiffres constituent des valeurs raisonnables par rapport aux V12 Ferrari, Honda et Weslake et au V8 Cosworth de 1967, le H16 a une plage de puissance extrêmement étroite et est le moteur le plus lourd de la grille avec 252 kg lors de sa présentation en 1966 (180 kg sur la version finale allégée).
Le moteur est également utilisé par Lotus pour sa Lotus 43, comme pis-aller pendant que le Cosworth DFV est en développement.

## Le châssis P83

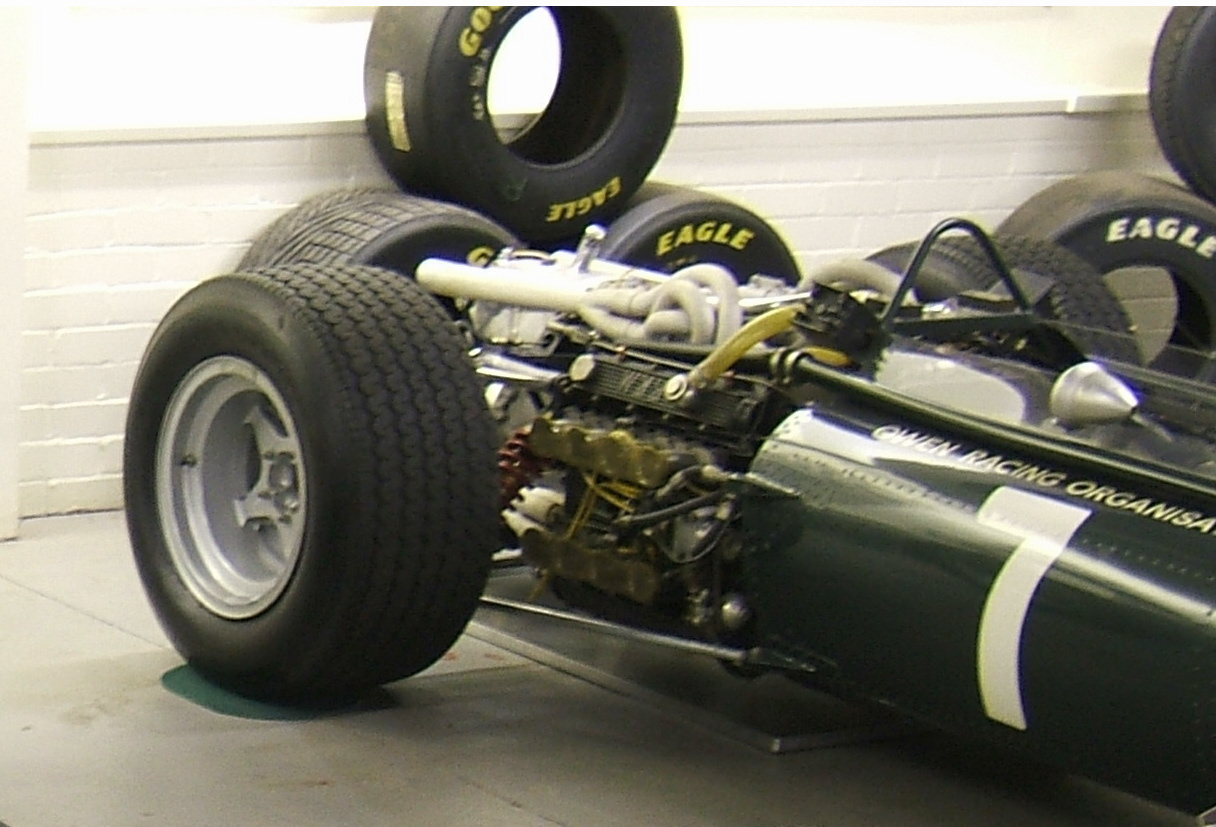
Détail du train arrière.

À l'instar des Lotus 33 et Cooper T81 contemporaines, la P83 est une monocoque rivetée en duralumin avec des réservoirs de carburant intégrés longitudinalement de chaque côté du pilote. 
Contrairement aux Lotus et Cooper, le moteur est un élément porteur du châssis avec une configuration semblable au Cosworth DFV. Le bloc est couplé à une boîte de vitesses à six rapports avec le levier de vitesses inhabituellement situé à gauche du pilote. La suspension avant est conventionnelle, avec des doubles triangles de longueur inégale couplés à des ressorts hélicoïdaux et des amortisseurs intérieurs. 
La suspension arrière est composée de bras doubles, de triangles inférieurs inversés, de biellettes supérieures simples et de ressorts et amortisseurs extérieurs, le tout fixé à la boîte de vitesses et au moteur. 
À cause de l'encombrement et du poids du moteur, le centre de gravité est déplacé vers l'arrière mais aussi plus haut que celui des autres monoplaces : en raison de la hauteur du vilebrequin supérieur par rapport au sol le moteur doit être légèrement surélevé afin de dégager de la place pour la partie inférieure des échappements qui passent sous le moteur.

## Saison 1966

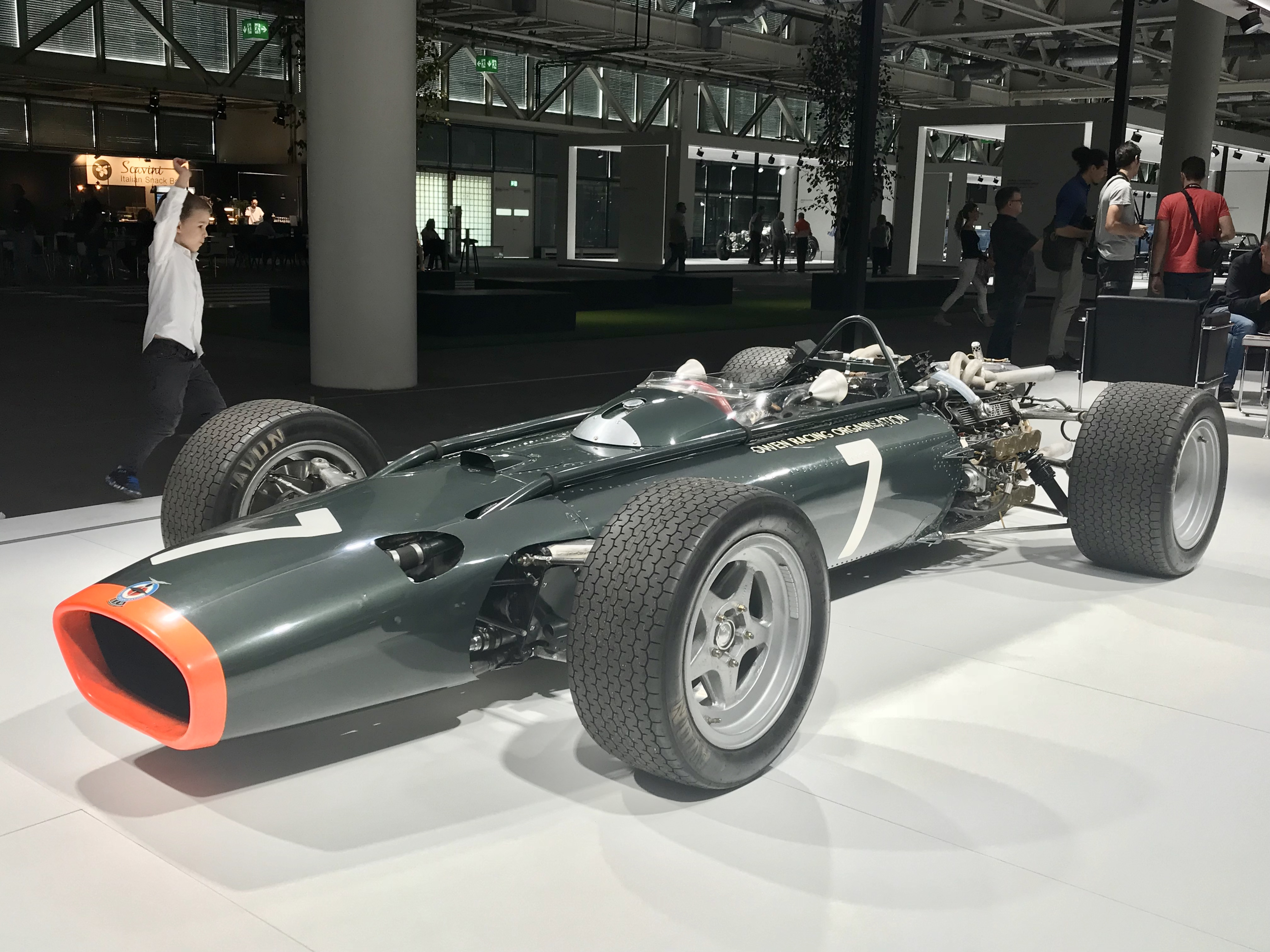
La P83 de la saison 1966.

La première sortie de la P83 a lieu lors de la première course de la saison, à Monaco. Stewart se contente de faire les essais avec la voiture avant de piloter une P261, victorieuse, lors de la course.
En Belgique, Hill et Stewart se qualifient avec la P83 mais, à nouveau, utilisent une P261 pour la course, Stewart ayant son accident à Masta qui l'exclu de la course suivante en France.
Deux P83 étant maintenant disponibles, Hill établit, sur le circuit rapide de Reims, un temps qui lui aurait permis de prendre une quatrième place sur la grille de départ mais il s'élance huitième, sur une P261, après avoir connu des problèmes de boîte de vitesses.
La P83 est remisée pour les trois courses suivantes afin d'essayer de remédier aux divers problèmes du moteur H16. Lors des trois dernières courses, les deux voitures rejoignent la ligne de départ, une troisième P83 et une P261 servant de mulets.
À Monza, l'équipe connaît des problèmes durant tout le weekend, dont une panne de moteur sur la P261. En course la H16 de Hill abandonne au premier tour, Stewart imbibé d'essence à cause d'une fuite de carburant abandonne également.
Deux voitures sont engagées pour l'International Gold Cup 1966 à Oulton Park. Stewart s'y qualifie troisième et Hill quatrième. Après une performance prometteuse avec successivement Stewart puis Hill en tête de la course devant le futur vainqueur Brabham, les deux voitures abandonnent sur des problèmes de moteur.
Le Grand Prix des États-Unis de 1966 offre les plus grosses primes de départ de l'année, et Hill et Stewart se classent cinquième et sixième sur la grille. Hill connaît des problèmes de boîte de vitesses en début de course mais continue tandis que d'autres voitures abandonnent, permettant à Stewart d'accéder à la troisième place au trente-cinquième tour, loin derrière la Lotus de Clark en deuxième position. Hill abandonne (différentiel cassé) au cinquante-troisième tour et, un tour plus tard, Stewart abandonne également lorsqu'une chemise de cylindre se casse. Au tour suivant, le leader Brabham casse un arbre à cames, permettant à Clark de remporter une première victoire inespérée pour le moteur BRM H16.
Lors de la dernière course de la saison, au Mexique, Hill et Stewart se qualifient septième et dixième, bien que les deux voitures connaissent, lors des essais, des fuites d'huile causées par une soupape de surpression rapidement réparée. En course, le moteur de Hill l'oblige à abandonner au bout de dix-huit tours. Après s'être hissé à la troisième place, Stewart voit son moteur dégager de la fumée puis répandre lentement toute son huile sur la piste, provoquant son abandon après vingt-six tours. Deuxième et cinquième du championnat après six manches en P261, Hill et Stewart terminent la saison aux cinquième et septième places sans avoir inscrit de points supplémentaires avec la P83.

## Saison 1967
Fin 1966, Graham Hill est remplacé par Mike Spence qui se qualifie treizième de la première course, en Afrique du Sud, Stewart prenant la neuvième place. L'équipe commence l'année 1967 de la même manière que 1966 avait terminé, le moteur de Stewart cassant après deux tours et Spence abandonnant à cause d'une fuite d'huile avant la mi-course.
Entre l'Afrique du Sud et Monaco, BRM et la plupart des autres grandes équipes participent à trois courses hors-championnat, en Grande-Bretagne. Spence est le seul pilote BRM engagé à la Race of Champions 1967 de Brands Hatch où il se qualifie huitième ; il termine cinquième de la première manche, septième de la deuxième et septième lors de la course finale. Lors de la Spring Cup à Oulton Park, Stewart réalise la pole position avec une seconde d'avance sur la Brabham de Denny Hulme ; Spence se classe cinquième. Lors de la première manche Stewart rencontre des problèmes et termine dernier, à six tours. Spence connaît son meilleur résultat avec une troisième place. Stewart est quatrième de la deuxième manche et Spence sixième. Spence termine à nouveau sixième dans la finale, Stewart abandonnant sur une sortie de piste. Au BRDC International Trophy de Silverstone, Stewart pilote la P83 tandis que Spence dispose d'une P261. Stewart se qualifie en pole position, avec le même temps que la Ferrari de Mike Parkes, mais abandonne après dix-sept tours à cause de problèmes de boîte de vitesses. 
À Monaco, Stewart pilote à nouveau une P261 ; Spence sur la P83, se qualifie douzième sur seize voitures et marque les premiers points de la saison pour la P83 avec une sixième place, dernier à quatre tours de la Brabham BT24 de Denny Hulme.
À Zandvoort, Stewart et Spence sont sur la cinquième ligne, en onzième et douzième positions, à plus de 2 secondes de la pole position de Hill sur la nouvelle Lotus 49 à moteur Ford. Stewart se hisse jusqu'à la cinquième place avant d'abandonner sur problèmes de freins. Spence, régulier, termine huitième, à trois tours.
Pour le Grand Prix de Belgique, le tracé rapide de Spa convenant un peu mieux au H16, Stewart se qualifie en sixième position et Spence onzième. Au premier tour de la course, l'huile répandue par la voiture de Stewart entraîne un accident, à Blanchimont, qui met fin à la carrière de Mike Parkes. Stewart prend la tête lorsque la Lotus de Clark rencontre des problèmes mais est dépassé par le vainqueur Dan Gurney ; il termine deuxième avec plus d'une demi-minute d'avance sur Chris Amon tout en conduisant d'une main, l'autre maintenant le levier de vitesses en place. Spence marque les points de la cinquième place, en terminant à un tour.
Au Grand Prix de France, sur l'étroit et sinueux circuit Bugatti du Mans, Stewart choisit la P261, plus agile, tandis que Spence pilote le châssis P83/03 généralement réservé à Stewart. Le châssis P83/02 de Spence est loué au Reg Parnell Racing qui engage Chris Irwin. Irwin devance Stewart en prenant la neuvième place sur la grille tandis que Spence, une seconde plus lent, est douzième. Spence ne boucle que neuf tours de course avant la casse d'un demi-arbre de roue. Irwin est quatrième quand un problème de moteur l'oblige à abandonner ; il est classé cinquième. 
À Silverstone, les deux P83 d'usine sont victimes de défaillances de suspension lors des essais. Stewart reprend alors la P83 destinée à Irwin qui prend la P261 de Piers Courage ; il abandonne en course. Spence surclasse Stewart, les deux voitures se qualifiant onzième et douzième places. Dès la fin du deuxième tour, le circuit électrique de Spence commence à prendre feu et la réparation lui fait perdre dix minutes ; il abandonne au quarante-quatrième tour, alors qu'il est treizième, toujours victime de problèmes électriques. Stewart abandonne après vingt tours à cause d'un problème de transmission. 
BRM construit un nouveau châssis léger P115 disponible pour le Grand Prix d'Allemagne, que Stewart utilise pour le reste de la saison, laissant les P83 à Spence et Irwin. Alors que Stewart prend la pole position, Spence et Irwin occupent le fond de grille, onzième et quinzième sur dix-sept. Spence abandonne le premier, au troisième des quinze tours, avec les mêmes problèmes de différentiel qu'allait connaitre Stewart plus tard d'en course. Irwin profite des nombreux abandons pour prendre la septième place.
Les trois H16 BRM de Stewart, Spence et Irwin occupent les neuvième, dixième et onzième places de la grille du Grand Prix du Canada. Dès le départ, les trois voitures gagnent des places, le poids de leur moteur offrant une meilleure adhérence sur la piste mouillée. Irwin remonte jusqu'à la septième place avant de partir à la faute au dix-huitième tour. Spence, huitième pendant une grande partie de la course, prend la cinquième place finale à la faveur d'une série de problèmes rencontrés par ses rivaux.
À Monza, Spence et Irwin s'intercalent entre les trois Cooper-Maserati, aux douzième et seizième place sur la grille. Des problèmes d'injection de carburant forcent Irwin à abandonner après seize tours alors qu'il était dixième. Spence profite des abandons pour terminer à nouveau cinquième.
BRM ne participant pas à l'International Gold Cup 1967, les monoplaces traversent l'Atlantique pour les deux dernières courses.
À Watkins Glen, les deux P83 partent treizième et quatorzième et abandonnent bien avant la mi-course sur problèmes de moteur.
Le Grand Prix du Mexique est la dernière course de la P83. Spence s'y qualifie douzième et Irwin quinzième. Irwin se hisse à la douzième place avant que son moteur ne tombe en panne d'huile. Spence, comme tant de fois durant la saison, prend la cinquième place et deux points supplémentaires.
Au championnat du monde, Spence termine dixième, à un point de Stewart qui n'a terminé aucune course avec la P115 ; Chris Irwin se classe à la seizième place. BRM prend la sixième place du championnat des constructeurs, à trois point de la Scuderia Ferrari. Comme Graham Hill l'année précédente, Stewart décide de quitter BRM, rejoignant la nouvelle équipe de Ken Tyrrell. Alors que Spence se tue à Indianapolis en mai 1968, la carrière d'Irwin est brisée à la suite d'un accident en voiture de sport, au Nürburgring, moins de deux semaines plus tard.

## Après la Formule 1
Deux des trois châssis construits sont modifiés pour être utilisés en Formule 5000. Le premier châssis achevé, le P83/01, est équipé d'un bloc Ford V8 tiré d'une Ford GT40. Il est engagé par Colin Crabbe en 1969 à Mallory Park mais ne prend pas le départ en raison d'une panne moteur. Terry Sanger pilote la monoplace à cinq reprises, terminant à chaque fois dont deux fois à la sixième place. 
Le châssis P83/03, équipé d'un moteur V8 Rover de 3,5 litres, fait une apparition unique, entre les mains de Peter Gerrish, à Hockenheim en 1971 où il abandonne en raison d'une panne de moteur. 
Une P83 équipé d'un Ford V8 de 5,7 litres, pilotée par Bobbie Bell, remporte les trois premières manches du championnat BRDC de Formule Libre en 1973 .

## Résultats en championnat du monde de Formule 1
| Saison | Écurie                   | Moteur  | Pneus | Pilotes        | 1    | 2   | 3    | 4   | 5    | 6    | 7    | 8    | 9    | 10   | 11   | Pts. | Clas. |
| ------ | ------------------------ | ------- | ----- | -------------- | ---- | --- | ---- | --- | ---- | ---- | ---- | ---- | ---- | ---- | ---- | ---- | ----- |
| 1966   | Owen Racing Organisation | BRM H16 | D     |                | MON  | BEL | FRA  | GBR | NED  | ALL  | ITA  | USA  | MEX  |      |      | 22   | 4e    |
| 1966   | Owen Racing Organisation | BRM H16 | D     | Jackie Stewart |      |     |      |     |      |      | Abd. | Abd. | Abd. |      |      | 22   | 4e    |
| 1966   | Owen Racing Organisation | BRM H16 | D     | Graham Hill    |      |     |      |     |      |      | Abd. | Abd. | Abd. |      |      | 22   | 4e    |
| 1967   | Owen Racing Organisation | BRM H16 | G     |                | RSA  | MON | NED  | BEL | FRA  | GBR  | ALL  | CAN  | ITA  | USA  | MEX  | 17   | 6e    |
| 1967   | Owen Racing Organisation | BRM H16 | G     | Jackie Stewart | Abd. |     | Abd. | 2   |      | Abd. |      |      |      |      |      | 17   | 6e    |
| 1967   | Owen Racing Organisation | BRM H16 | G     | Mike Spence    | Abd. | 6   | 8    | 5   | Abd. | Abd. | Abd. | 5    | 5    | Abd. | 5    | 17   | 6e    |
| 1967   | Reg Parnell Racing       | BRM H16 | G     | Chris Irwin    |      |     |      |     | 5    |      | 9    | Abd. | Abd. | Abd. | Abd. | 17   | 6e    |

## Résultats hors-championnat de Formule 1
| Saison | Écurie                   | Moteur  | Pneus          | Pilotes | 1    | 2    | 3    | 4   | 5   | 6   |
| ------ | ------------------------ | ------- | -------------- | ------- | ---- | ---- | ---- | --- | --- | --- |
| 1966   | Owen Racing Organisation | BRM H16 |                |         | RSA  | SYR  | INT  | OUL |     |     |
| 1966   | Owen Racing Organisation | BRM H16 | Graham Hill    |         |      |      | Abd. |     |     |     |
| 1966   | Owen Racing Organisation | BRM H16 | Jackie Stewart |         |      |      | Abd. |     |     |     |
| 1967   | Owen Racing Organisation | BRM H16 |                |         | ROC  | SPC  | INT  | SYR | OUL | ESP |
| 1967   | Owen Racing Organisation | BRM H16 | Jackie Stewart |         | Abd. | Abd. |      |     |     |     |
| 1967   | Owen Racing Organisation | BRM H16 | Mike Spence    |         | 6    |      |      |     |     |     |
| 1967   | Reg Parnell Racing       | BRM H16 | Mike Spence    | 7       |      |      |      |     |     |     |